# Orientation romantique
L'orientation romantique, également appelée orientation affective, indique le ou les sexes ou genres avec lequel ou lesquels une personne est la plus susceptible d'avoir une relation amoureuse ou de tomber amoureuse. Le terme est utilisé à la fois alternativement et simultanément avec le terme orientation sexuelle, et est basé sur la perspective selon laquelle l'attirance sexuelle n'est qu'un élément unique d'une dynamique plus large.
Pour les personnes asexuelles, l'orientation romantique est souvent considérée comme une mesure d'attraction plus utile que l'orientation sexuelle.
La relation entre l'orientation sexuelle et l'orientation romantique est encore en débat, et n'est pas encore entièrement comprise.

## Identités romantiques
Une personne peut ou non s'engager dans des relations purement amoureuses ou amoureuses et sexuelles. Les principales identités relatives à ceci sont, :

### Aromantisme
L'aromantisme est l'absence ou peu d'attirance romantique envers quiconque.

### Demiromantisme
Le demiromantisme est l'attraction romantique à l'égard d'une personne, mais seulement après avoir noué un lien affectif profond avec celle-ci.

### Hétéroromantisme
Une personne hétéromantique éprouve une attraction romantique envers une personne de sexe ou de genre opposé.

### Homoromantisme
L'homoromantisme est l'attraction romantique envers des personnes du même sexe ou du même genre.

### Biromantisme
Le biromantisme est l'attraction romantique envers des personnes des deux sexes ou de plusieurs genres.

### Panromantisme
Le panromantisme est l'attraction romantique envers les personnes, indépendamment de leurs genres.

## Relations avec l'orientation sexuelle et l'asexualité
Les enjeux de la distinction entre les orientations romantiques et sexuelles n'ont pas été pleinement reconnus ni étudiés de manière approfondie. Il est courant que des sources décrivent l’orientation sexuelle comme comprenant des éléments d’attractions à la fois sexuelles et romantiques (ou équivalentes). Lisa M. Diamond affirme que l'orientation romantique d'une personne peut être différente de l'attirance sexuelle de cette dernière. Bien que les recherches sur la discordance entre l'attirance sexuelle et l'attirance amoureuse chez les individus, aussi appelée orientation croisée, soient limitées, la possibilité d'une fluidité et d'une diversité d'attractions a été progressivement reconnue.